# ピストンリング

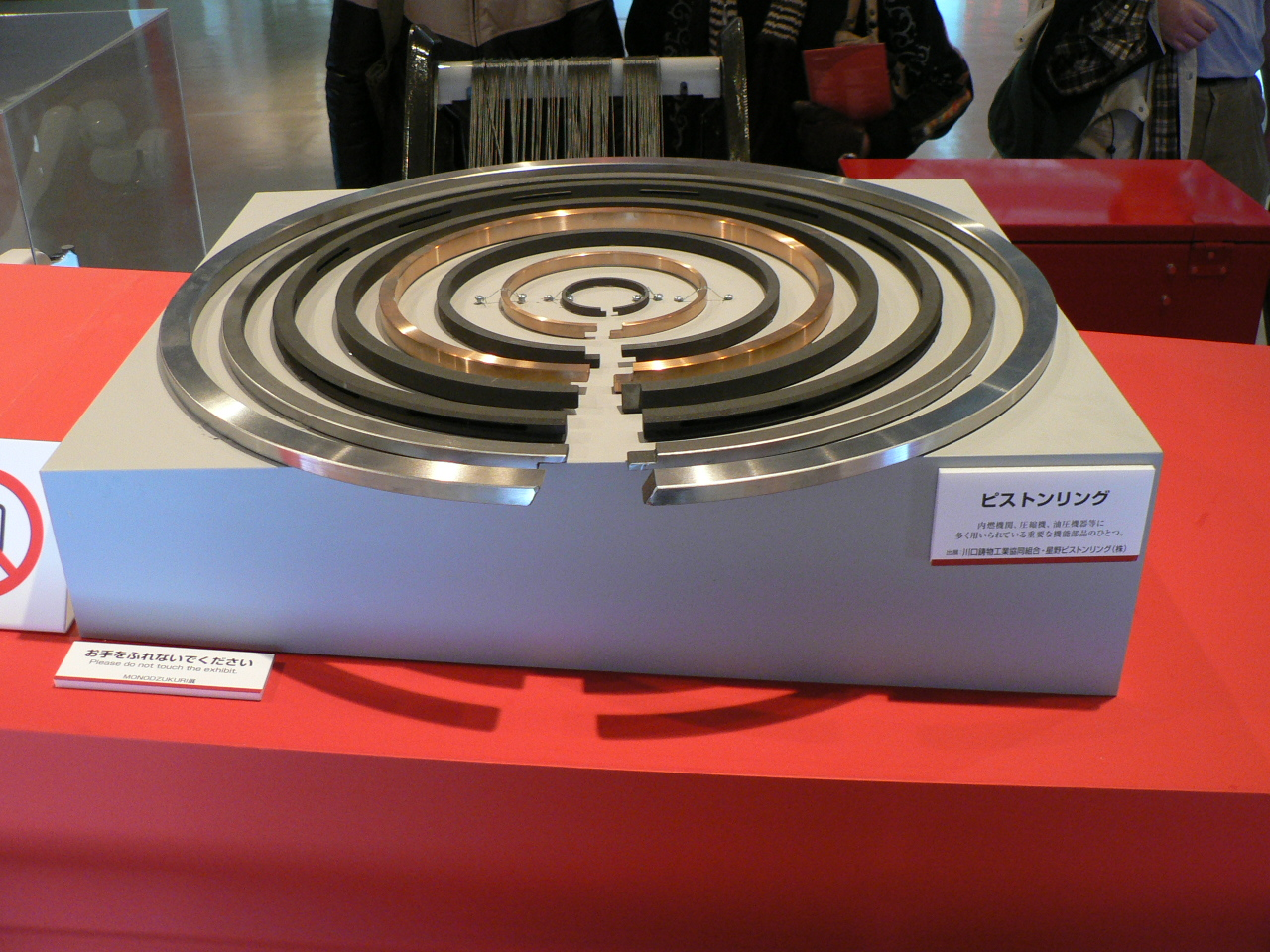
さまざまな大きさのピストンリング

ピストンリングとは、気密維持、潤滑などの目的でレシプロエンジンや圧縮機、油圧機器などのピストン外周の溝に装着される円環状の部品である。

## レシプロエンジンのピストンリング

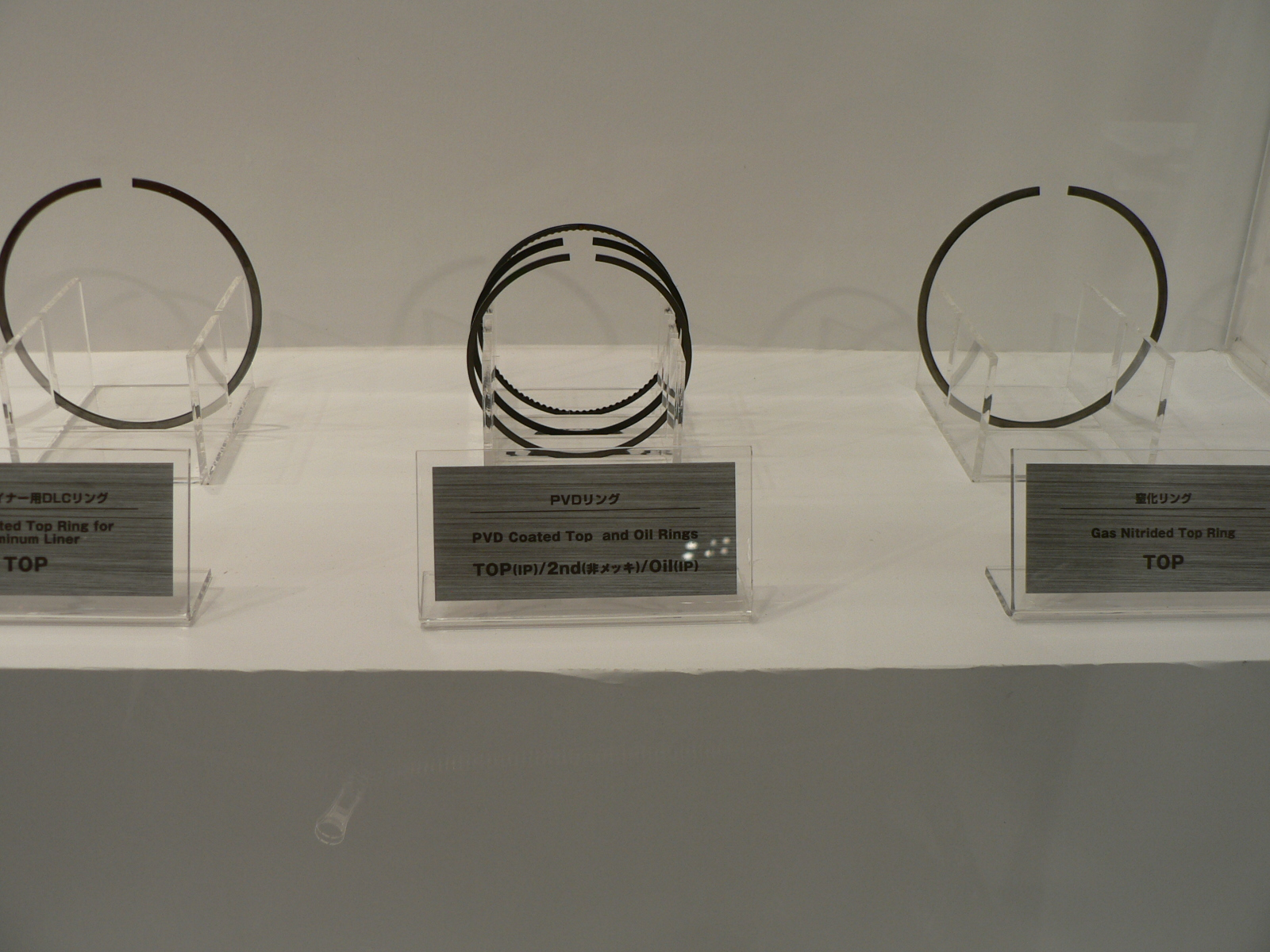
乗用車エンジン用ピストンリング

レシプロエンジンの場合、気密を保つためのコンプレッションリングと、潤滑を行うオイルリングとがある。多くの場合、トップリング、セカンドリング、オイルリングの3本1セットでピストンに装着される。トップリングとセカンドリングには、コンプレッションリングが使用される。合い口が切ってあり、シリンダ内壁へのばね性と装着性が付与されている。燃焼によりピストンに伝えられた熱を、シリンダブロックへ逃がす働きもしている。

### コンプレッションリング
ピストンとシリンダー内壁の間のすき間を無くし、燃焼室からクランクケース側へ圧縮ガスが抜けること（ブローバイ）を防ぐためのもの。合い口が開いており、運転状態では合い口がほぼ閉じた状態になる。自由状態でのリング径はシリンダーより大きく、シリンダー内への装着時は、自身の外側へ開こうとする力でシリンダー内壁に密着する。

### オイルリング
シリンダ内壁についている余分なエンジンオイルをかき落とし、適度な油膜を形成してピストンの焼きつきを防止するためのもの。

## 歴史
1854年、イギリス人技師のジョン・ラムズボトムが蒸気機関用に発明した。1926年（大正15年）には海老原敬吉が改良型ピストンリングの特許を取得。1927年（昭和2年）に大河内正敏がピストンリングに関する研究成果の事業化を目的に理化学興業株式会社（後のリケン）を設立、同社は日本で初めて実用ピストンリングの製造を開始し、現在のピストンリング製造最大手のリケンの技術的基礎となる。
世界的に、鋳鉄から鋼線への移行が進みつつあり、その先端を走っているのが日系メーカーである。その鋼線素材のほとんどが日立金属（現プロテリアル）より供給されており、17Cr系鋼のマルテンサイト系特殊鋼が主流である。

## ピストンリングのメーカー
- リケン
- TPR
- 日本ピストンリング
- ゲッツェ - ドイツ
- シールドパワー - アメリカ